# 番狂わせ
番狂わせ（ばんくるわせ）とは、予期せぬ事態により物事が思わく通りに進まなくなること、またはスポーツの試合などにおいて戦力や過去の実績で上回る競技者や競技チームに対して格下と見なされる側が、事前の予想を覆して勝利することを指す言葉。時には「奇跡」とまで表現されることもある。

## 概要
「番狂わせ」という言葉は、江戸時代ころから存在する。「番」とは物事の順序を指す言葉で、それが「狂う」ことから「予期せぬ事態によって支障が生じる」「志と異なる」「当てが外れる」「異常」「異変」「尋常ではない様」などの意味を持つようになった。
現代社会の日本では、スポーツなどの勝負事において「番狂わせ」という言葉が使用される機会が多いが、これは相撲の番付の下位に位置する力士が上位力士に勝利することを指して「番狂わせ」と呼ぶようになったことの影響と言われている。また、この取り組みでは当たり前のように観客が座布団を投げるのが恒例となっている。格下と見做されるチームや体格で劣る者が、創意工夫をめぐらせて戦力差を補い、「番狂わせ」を呼び寄せる様は真剣勝負の世界の醍醐味とも評される。その一方で、ラグビーユニオンのように強者が順当に勝ち進む可能性が高い競技もあり、身体能力に勝る側に有利に作用するルール改正により、弱者が強者に勝利する可能性がさらに失われている、との指摘もある。
類似表現として、「大物食い」がある。

## 英語における用法

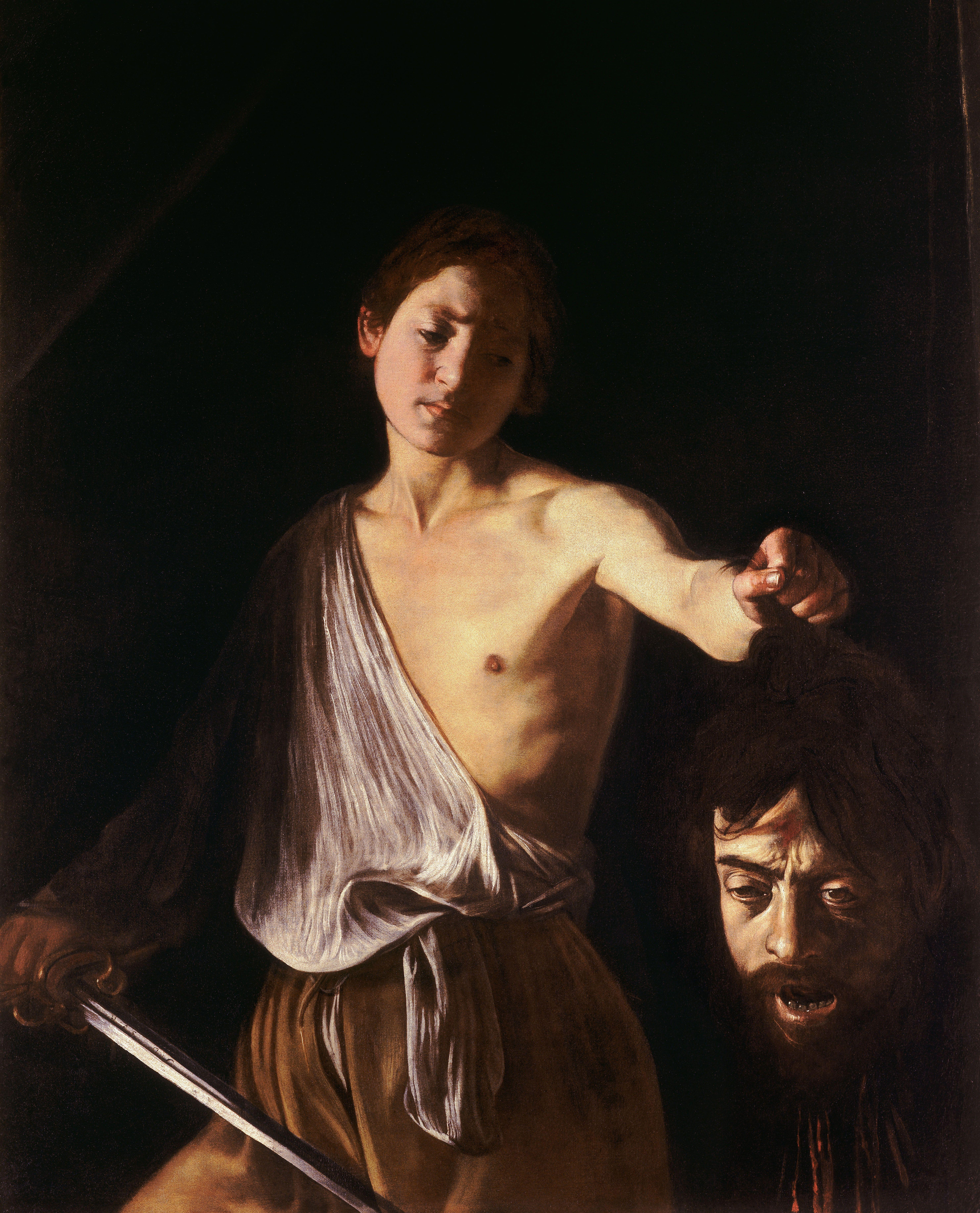
カラヴァッジョ『ゴリアテの首を持つダビデ』(1609年 - 1610年)
ボルゲーゼ美術館（ローマ）
『旧約聖書』によると、当時若者に過ぎないダビデ王が巨人ゴリアテを投石器で斃し討ち取った。

英語において、日本語の「番狂わせ」に相当する上位にランクされた他の競技者を打ち負かすことを意味する語としてupset と giant-killing がある。
Upset
Upsetという単語は「動揺」「不安」など様々な意味を持つが、スポーツや政治の分野では、「番狂わせ」の意味で用いられる。
本来の語源は定かではないが、通俗的には1919年にサラトガ競馬場で行われたサンフォードメモリアルステークスにおいて、アメリカ競馬史上最強馬の一頭に数えられる競走馬マンノウォー（1917年生、21戦20勝）を唯一破った馬 Upset （1917年生）に由来すると考えられていた。ところが2002年、『ニューヨーク・タイムズ』 紙のオンライン版データベースの全文検索能力を調査していた辞書調査員 George Thompson は、"upset"の動詞と名詞の用例をさかのぼって調べたところ、名詞の用例が1877年には存在していたことを突き止めた。ただし、1919年のサラトガ競馬場での事件が"upset"の用法を広めることになったのは事実である。また当然にUpsetの馬名の由来になっていた可能性も否定出来ないが、現在でもしばしば大きなスポーツイベントにおける最初の"upset"の使用として紹介される。
Giant-killing
直訳すれば 「巨人殺し」 で、日本語の 「大物食い」 に当たる。『旧約聖書』「サムエル記」の「ダビデとゴリアテ」 の説話や、『グリム童話』 の 「勇ましいちびの仕立て屋」 のバリエーションの一つで 『ジャックと豆の木』 と共通点の多い『巨人殺しのジャック』から来ている。イングランドで行われている世界最古のカップ戦であるFAカップにおいて4部や5部などの下位リーグのクラブが1部リーグのクラブを破った際などに用いられる。

## 主な事例

### 選挙
1936年アメリカ合衆国大統領選挙
現職大統領で、民主党のフランクリン・ルーズベルトが共和党候補のアルフレッド・ランドンに勝利した。世界恐慌や世界的な政情不安の中、保守的なルーズベルトにこれらの問題を解決する能力はないと評され、過去5回の大統領選の結果を的中させた『リテラリー・ダイジェスト』誌の調査でも再選の見込みはないとされていた。
1948年アメリカ合衆国大統領選挙
事前の世論調査により、落選確実と見做されていた現職大統領で民主党のハリー・S・トルーマンが、共和党候補のトマス・E・デューイに勝利した。当時の民主党は公民権問題を巡って3派に分裂していたため、共和党が20年ぶりに政権の座に復帰するものと考えられていた。
2016年アメリカ合衆国大統領選挙
不動産王として知られていた共和党のドナルド・トランプが、民主党候補で元国務長官のヒラリー・クリントンに接戦の末勝利した。トランプは過激な言動や自身のスキャンダルなどで批判を浴びており、政治家としての実務経験が欠如していたことからアウトサイダーと見做されていたが、変革を望む大衆からの支持を集めた。一方のクリントンは事前の世論調査では優勢だったが、「既存の政治家」「富裕層の代表」と見做され国務長官時代の私用メール問題が再熱したこともあり、支持を伸ばすには至らなかった。
2021年東京都議会議員選挙
前回、自由民主党と連立政権を組む公明党が自民党との選挙協力を解消し、東京都知事の小池百合子（当時）が特別顧問を務める都民ファーストの会と選挙協力し、小池都知事への高い支持率も相まって、都民ファーストの会が追加公認と合わせて55議席と大勝したが、都議会運営をめぐって公明党と都民ファーストの会が対立して協力関係を解消し、公明党は今回、前回23議席と大敗した自民党と8年ぶりに選挙協力した。このため、序盤情勢では「自公、過半数獲得の勢い」 と自民、公明両党優位という情勢報道がなされたが、投開票の結果、公明党は23人全員当選を果たしたものの、自民党は40議席台ないし50議席以上という大方の予想を覆し、33議席と辛うじて都議会第一党を奪還するのにとどまり、自公合わせて過半数の64議席に届かず、菅義偉政権にとって大きな打撃となる結果となった。一方都民ファーストの会は、終盤、過労で入院していた小池都知事が退院して公認候補の激励に駆けつけたことも功を奏し、最大でも20議席台前半という予想を覆し、31議席と踏みとどまった。このように事前の議席予測と実際の選挙結果に大きな乖離が生じた原因として、政治学者の菅原琢が国政選挙において議席予測の際に、世論調査の数字が歪んでいることを考慮して予測するが、今回の場合、態度未定層などを無視して告示直後の態度決定層の投票予定のみを基にしたデータから予想したためと論じている。

### オリンピック
ベルリンの奇跡
1936年8月4日、ドイツで行われたベルリンオリンピックサッカー競技1回戦で、初出場の日本が優勝候補のスウェーデンと対戦。前半0-2の劣勢から反撃し、後半3ゴールを挙げ3-2で勝利した。早稲田大学の選手を中心に構成された日本は、現地で練習試合を重ねる中で欧州で主流となりつつあった3バックシステムへ変更、試合では豊富な運動量で相手を上回った。これに対しスウェーデンは日本と同様にプロ制度は導入されていなかったものの欧州の強豪国に数えられており、この大会にもA代表を送り込んでいた。そのため同国には期待が寄せられており、「組分けには満足している」と宣言していた。この試合は日本では「ベルリンの奇跡」として、スウェーデンではラジオ解説者のスヴェン・イェリングの発した「Japaner, japaner, japaner! 」（日本人、日本人、日本人！）の台詞とともに記憶されている。
氷上の奇跡
1980年2月22日に行われたレークプラシッドオリンピックアイスホッケー競技決勝ラウンドのアメリカ対ソビエト連邦戦で、アメリカがソ連を4-3で破った。ソ連はステート・アマと呼ばれる実質的なプロ集団であり、大会5連覇を目指す強豪であるのに対しアメリカはミネソタ大学の学生を中心としたアマチュアチームであり、出場12チーム中の世界ランキングも7位と評価が低かった。アメリカは2月24日に行われた最終戦の結果、金メダルを獲得した。
サラエボオリンピックスピードスケート競技男子500m
1984年2月10日、前年の世界選手権金メダリストで優勝候補と目されていた日本の黒岩彰は折からの吹雪の影響により記録が伸びず、38秒70のタイムで10位に終わった。これに対し同じ日本の北沢欣浩は38秒30のタイムで銀メダルを獲得した。北沢はそれまで黒岩に勝利した経験がなく、同世代の鈴木靖らと比して伸び悩みも指摘されたが、1983年12月の松本浅間選抜競技会で好記録を残し、本番での強さを買われて代表枠4人の中に滑り込んだ。一方、黒岩については前回大会で5冠のエリック・ハイデンをはじめ関係者の多くが「プレッシャーに負けた」点を挙げた。
マイアミの奇跡
1996年7月22日、アメリカフロリダ州マイアミで行われたアトランタオリンピックサッカー競技・男子グループリーグD組第1戦で、日本五輪代表がブラジル五輪代表を1-0で下した。優勝候補のブラジルはオーバーエイジ枠のベベット、リバウド、アウダイールらに加え、ロベルト・カルロスやロナウドらを擁する「ドリームチーム」ともいえる陣容だった。これに対し日本はオーバーエイジ枠を採用せず23歳以下の選手のみで構成されていたものの、全選手がプロ契約を結んでいた。試合は日本が事前の綿密な分析に基づく安定した守備でブラジルの攻勢をしのぎ、相手守備の連係ミスを突いた1点を守り切った。
アトランタオリンピック柔道競技女子48kg級
日本の田村亮子 (現・谷亮子) は前回バルセロナ五輪決勝で敗れて以来4年間無敗・84連勝をつづけており、金メダルが確実視されていた。しかし、決勝で北朝鮮のケー・スンヒに判定負けし、2大会連続銀メダルとなった。16歳のケーは出場権を持たない国に与えられる推薦枠（ワイルドカード）で参加した選手で、田村とは初対戦、情報のないノーマークの存在だった。身長が10cm以上高いケーは奥襟をつかんで田村の動きを封じ、組み手争いでは柔道着を左前に着るという「暗黙のルール破り」をしていた。
アトランタオリンピック陸上競技女子マラソン
1996年7月28日、女子マラソンでエチオピアのファツマ・ロバが、アフリカの女子選手として初めてマラソン金メダルを獲得した。当時のロバはまったく無名の選手で、レース中盤19km地点でスパートした時点ではいずれ失速すると思われたが、ひとりペースを落とさないまま、2位のワレンティナ・エゴロワ（ロシア）に2分差をつける独走優勝を果たした。
シドニーオリンピックレスリング競技グレコローマンスタイル130kg級決勝
2000年9月27日、オリンピック3連覇とレスリング世界選手権9連覇の記録を保持し「人類最強」と呼ばれていたロシアのアレクサンドル・カレリンが決勝でアメリカのルーロン・ガードナーと対戦して敗れ、大会4連覇を逃した。この敗戦により、カレリンの1988年から2000年にかけて維持していた13年間無敗記録が途絶えた。
ソルトレイクシティオリンピックショートトラックスピードスケート競技男子1000m
オーストラリアのスティーブン・ブラッドバリーが準々決勝、準決勝を上位選手の失格や転倒で勝ち上がり、決勝でも先頭集団から遅れをとりながら最終コーナーでの先頭集団の全員転倒を後方にいて難を逃れたブラッドバリーが1着でフィニッシュし、オーストラリアのみならず南半球に冬季オリンピック初の金メダルをもたらした。
ロンドンオリンピックバレーボール競技女子 ブラジル対韓国
2012年8月1日、前回覇者のブラジルに対し世界ランク15位の韓国が3-0のストレートで勝利した。韓国は3位決定戦まで勝ち進んだが、3位決定戦で日本に敗れ、4位に終わった。
リオデジャネイロオリンピックレスリング競技女子53kg級決勝
2016年8月18日、オリンピック3連覇とレスリング世界選手権を合わせて16連覇中だった日本の吉田沙保里が、決勝でアメリカのヘレン・マルーリスと対戦して敗れ大会4連覇を逃した。なお、マルーリスはこの勝利で吉田の個人戦連勝記録を206で止めるとともに、アメリカに初の女子レスリングでのオリンピック金メダルをもたらした。
平昌オリンピックアルペンスキー競技女子スーパー大回転
メダル獲得の可能性が高い20番滑走が終わった段階でトップに立っていたオーストリアのアンナ・ファイトの連覇が確実と見られていたが、26番スタートのチェコのエステル・レデツカがファイトのタイムを0.01秒上回る快走を見せ、チェコスロバキア時代も含めてチェコにアルペンスキー競技における初の金メダルをもたらした。レデツカの本職は当時、2017年の世界選手権で優勝するなどの活躍をしていたスノーボードパラレル大回転であり、アルペンスキー競技においてはワールドカップでは7位、世界選手権では20位が最高と実力者と言えるには程遠い存在だった。この種目では、借り物のスキー板で滑っていた。この快挙で、19番スタートのオーストリアのコーネリア・ヒュッターが滑り終わった段階でファイトが連覇を果たしたと報道していたアメリカのNBCが報道を訂正する事態になった。レデツカは、2月24日に行われたスノーボード女子パラレル大回転でも金メダルを獲得し、冬季オリンピック史上初めて1大会で異なる2つの競技 (狭義上。アルペンスキーとスノーボードの統括団体は同じ国際スキー連盟であるため、広義の上では同一競技となる) で金メダルを獲得した女子選手となった。
また、レデツカは後に2020-2021シーズンのワールドカップで2020年12月12日、スノーボード女子パラレル大回転を、12月20日にアルペンスキー女子スーパー大回転を制し、8日間でアルペンスキーとスノーボードの2つのワールドカップで勝利を収めた。

#### 2020年東京オリンピック
自転車女子ロードレース
2021年7月25日に行われた自転車女子ロードレースで、オーストリアのアナ・キーゼンホファーが優勝した。
キーゼンホファーは当時、世界ランク94位のアマチュアでスイス連邦工科大学の数学者でもあった。キーゼンホファーはスタート直後から単騎の大逃げを打ち、他4選手がキーゼンホファーに追随するも徐々に脱落し、残り約40kmで独走状態になる。そしてキーゼンホファーを追うグループが作戦を誤った結果、キーゼンホファーとの差を縮められず2位に1分15秒の差をつけて優勝した。
バドミントン
2021年7月28日に行われた男子シングルスで、世界ランク1位の桃田賢斗が韓国の世界ランク38位の許侊熙に敗れ、予選リーグで敗退した。また、女子ダブルスでも世界ランキング1位2位を独占し、直近2大会の世界選手権でも優勝準優勝を独占していた日本の松本麻佑・永原和可那組、福島由紀・廣田彩花組の2ペアが、7月29日に行われた準々決勝でそれぞれ韓国、中国のペアに敗れメダルを逃した。なお、当競技において日本代表はメダルラッシュを期待されたが、男女混合の銅のみに留まるなど低迷した。
陸上競技
男子100mでは、当時2021年のシーズンベスト1位だったアメリカのトレイボン・ブロメルが準決勝で敗退する波乱があった。決勝では、大会前まで9秒95が自己ベストだったイタリアのマルセル・ジェイコブスがフレッド・カーリー、ロニー・ベイカーといったアメリカ勢やカナダのアンドレ・ドグラス、南アフリカのアカニ・シンビネといった金メダル候補を抑えて、9秒80のヨーロッパ新記録で金メダルを獲得した。
男子4×100mリレーでは、予選で強豪のアメリカがまさかの敗退を喫した。1組で登場した日本が38秒16のタイムで3着に入り決勝に進んだが、2組で登場したアメリカは日本より早い38秒10のタイムを記録したものの6着に終わり、4着以下の上位2か国にすら入ることができなかった。この敗退によりカール・ルイスやマイケル・ジョンソンがアメリカ代表を酷評する事態となった。決勝では、メダル候補と言われていた日本は第1走者の多田修平から第2走者の山縣亮太へのパスが渡らず、テイクオーバーゾーンを超えたため失格となり、3連覇を目指していたジャマイカがバトンパスで失速して5位に終わり、金メダルを獲得したのはイタリアであった。イタリアはリレー種目では初の金メダルを獲得し、2走で走ったジェイコブスは100mと併せて2冠を達成した。イタリアは今五輪において計10枚の金メダルを獲得、うち5枚をこの陸上競技で挙げた。イタリアが一大会における金メダルの獲得数を2桁に乗せたのは、2004年アテネ大会以来である。
スケートボード
オリンピック出場者を決める世界ランキングにて、1位だった選手（男子ストリート：ナイジャ・ヒューストン、男子パーク：ヘイマナ・レイノルズ、女子ストリート：パメラ・ローザ、女子パーク：岡本碧優）がいずれもメダルを逃し、男子パークのレイノルズと女子ストリートのローザに関しては予選敗退を喫した。特に絶対王者とも評されるヒューストンにはメダルの期待がかかっていたものの、決勝で4連続トリックミスを犯し、その理由について「ファンがいない中で五輪金メダルを懸けて争うのは難しかった」と話している。なお、行われた4種目のうち3種目で日本代表選手が金メダルを獲得した。

### 相撲

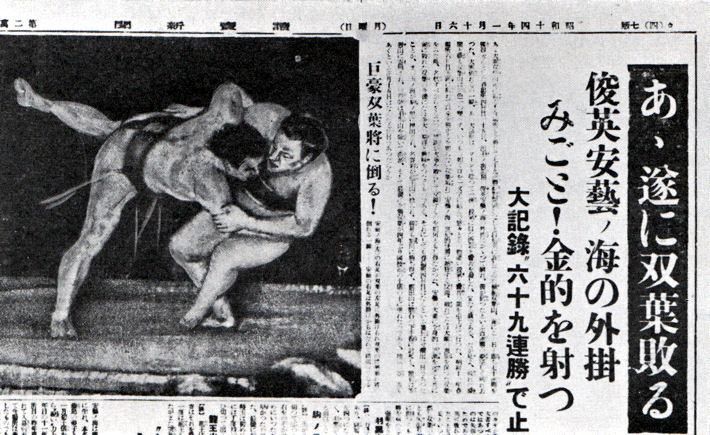
双葉山の敗北と安藝ノ海の金星を伝える紙面。

天明2年2月場所7日目 小野川対谷風
1778年に行われた63連勝中の大関・谷風と二段目の小野川の取組は、小野川が小股掬いで谷風を下し勝利。この時の小野川の地位は幕下二段目3枚目、1780年の江戸相撲での初土俵から徐々に成績を伸ばしていたものの、谷風には3連敗中だった。この番狂わせにより江戸市中は騒然となり、小野川の名前は世間に知られるようになった。
寛政12年12月場所初日 鯱対雷電
1800年に行われた44連勝中の西大関・雷電と東幕下3枚目・鯱の取組は、鯱がはたき込みで雷電に勝利。俳人の大江丸によれば、立ち合う前から勝負あったと多くの観客が帰り支度を始めたところに大方の予想を覆す結果となり、「負けてこそ人にこそあれ相撲取」と詠んだ。鯱は小野川の弟子にあたるが、幕尻と十両を行き来したまま引退を迎えており、相撲人生において「最高の一番」となった。一方、雷電はこの敗戦を挟み、初代柏戸に敗れるまで38連勝があり、勝っていれば83連勝に達していた。
昭和14年1月場所4日目、双葉山対安藝ノ海
1939年1月15日に行われた双葉山70連勝ならずの「世紀の一番」。安藝ノ海が双葉山を左外掛けによる奇襲で破る。この取組まで双葉山は69連勝を記録しており、誰もが70連勝の達成を信じて疑わなかった。ラジオ実況を担当した和田信賢は取組前に「きょうまで69連勝、はたして70連勝なるか、70は古希。古来まれなり」と故事を引用したが、思わぬ敗戦に「双葉敗れる」と連呼した。双葉山が敗れた瞬間、国技館では座布団だけでなくビール瓶、果ては火鉢までが宙を舞ったと伝えられる。安藝ノ海の所属する出羽海部屋では笠置山を参謀役に双葉山攻略法を研究しており、それが実った形となった。安藝ノ海は後に横綱に昇進しているが、双葉山からの白星はこの1勝のみである。
令和2年1月場所、西前頭17枚目 德勝龍の幕尻優勝
2020年1月場所、幕尻（幕内の最下位）の西前頭17枚目、33歳の德勝龍が幕内最高優勝。
德勝龍は2013年名古屋場所での新入幕以来、三役経験はおろか三賞の受賞歴もなく、十両と幕内を往復するような状況が続いていた。この優勝の直前場所に当たる2019年11月場所も西十両筆頭で8勝7敗のギリギリ勝ち越しによる再入幕であり、徳勝龍の親族をはじめ優勝を予想する者はいなかった。
同場所は開始早々、白鵬と鶴竜の両横綱が休場、上位も崩れ混戦となる中、德勝龍は2日目に魁聖に敗れたのみで順調に勝ち進んだ。9日目終了時点で德勝龍と西前頭4枚目正代の2人の平幕力士が1敗のトップで並走し、その後を2敗で大関の貴景勝が追う展開となった。この時点でも「德勝龍はそのうち脱落するだろう」と見なされ、審判部も優勝争いトップである德勝龍と上位力士との割をなかなか組まなかった。その後も德勝龍は勝ち進み、14日目の1敗同士の直接対決で正代を下し単独トップに立つと、幕尻でありながら史上初めて千秋楽結びの一番に抜擢。この取組において大関の貴景勝を寄り切りで下し、幕尻での幕内最高優勝を成し遂げた。
令和4年9月場所11日目 朝乃山対勇磨
2022年に行われた幕下の取組。朝乃山は出場停止明け2場所目で、7戦全勝すれば十両に復帰できる東幕下15枚目に番付を戻していた。場所前の下馬評では元大関の朝乃山が圧倒的有利で、難なく全勝して関取復帰を決めると思われていた。その評判に違わず最初の相撲から5連勝したが、11日目、元大関の朝乃山は同じく5連勝の勇磨を捕まえられず、突き放して攻め立てる。しかし勇磨にうまく土俵伝いに回られ、勝負に出ていったところを突き落とされて土俵に這った。勝てば11月の九州場所での十両復帰となる7戦全勝に王手だったが、それが消滅した。勝利した勇磨は13日目に6戦全勝同士で大成龍と対戦し、勇磨が勝てば幕下優勝だったが敗れて優勝を逃した。

### サッカー

#### FIFAワールドカップ
1950 FIFAワールドカップ アメリカ合衆国対イングランド
1950年6月29日、ブラジルのベロオリゾンテで行われたグループリーグ第2戦でアメリカがイングランドに1-0で勝利した。イングランドはトム・フィニーやビリー・ライトらを擁して第二次世界大戦後から23勝3引分け4敗の記録を残し、地元のブラジルと共に優勝候補に挙げられていた。これに対しアメリカはセミプロ数名を除けば全選手がアマチュア選手だった。試合はイングランドが終始圧倒していたが、前半38分にジョー・ゲーチェンスのヘディングシュートが決まりアメリカが1-0と先制すると、イングランドの猛反撃を抑え勝利した。「FIFAワールドカップ史上最大の番狂わせ（The biggest upset in World Cup history）」と評され、FIFAからも公認されている(FIFAの公式呼称は「The miracle of Belo Horizonte（ベロオリゾンテの奇跡）」)。
2018年6月10日、アメリカのデータ会社Gracenote社がワールドカップの各試合について、試合前の時点でデータに基づいて想定される両チームの勝利確率を算出した結果、アメリカがイングランドに勝利する確率は最も低い「9.5％」で、この試合の結果は「FIFAワールドカップ史上最大の番狂わせ（The biggest upset in World Cup history）」であることが計算でも確認された。
1966 FIFAワールドカップ イタリア対北朝鮮
1966年7月19日、イングランドのミドルズブラで行われたグループリーグ第3戦で、北朝鮮がイタリアに1-0で勝利した。北朝鮮の大会前の評価は低かった が、東側諸国と親善試合を行い強化されたチームだった。試合は34分、イタリアのジャコモ・ブルガレッリが負傷退場し、数的不利な状況になると42分に朴斗翼の得点で北朝鮮が先制、後半もイタリアの反撃を抑えて1-0で勝利した。その後北朝鮮はグループステージを2位で突破したことにより、アジア勢としては史上初のベスト8進出となった。敗退が決まったイタリアの選手達は帰国後、ジェノヴァの空港でファンから腐ったトマトを浴びせられた。
1990 FIFAワールドカップ アルゼンチン対カメルーン
1990年6月8日、イタリア大会の開幕戦で前回大会優勝国のアルゼンチンがカメルーンと対戦。カメルーンは後半22分にフランソワ・オマン＝ビイクが打点の高いヘディングシュートを決めて先制すると、退場者2人を出しながら1-0で逃げ切り、ワールドカップ初勝利を挙げた。カメルーンはソ連からヴァレリー・ニポムニシを監督に迎えて以来、英語やフランス語の対話力を欠くニポムニシを選手たちが拒絶、3月のアフリカネイションズカップ1990ではグループリーグ敗退に終わるなど低迷していた。事前合宿の状況も芳しくなく、報酬の支払いをめぐり交渉役となっていた正GKのジョセフ＝アントワーヌ・ベルがチーム批判を行った咎でレギュラーの座を剥奪されるなど混乱が続いた。優勝国予想も500対1と低いものだったが、荒々しい守備や中盤でのハードワーク、少ないチャンスを生かしたカウンター攻撃などで相手を抑えた。一方、前回大会MVPのディエゴ・マラドーナを擁するアルゼンチンはメンバー選考に物議を醸したものの、事前合宿などでは目立ったトラブルもなく試合当日を迎えていた。試合後、監督のカルロス・ビラルドは「私のキャリアの中で最悪の瞬間」と語った。その後、カメルーンはグループBを1位で突破するとアフリカ勢初のベスト8進出を果たした。
2002 FIFAワールドカップ フランス対セネガル
2002年5月31日、韓国のソウルで行われたワールドカップ開幕戦となったグループリーグ初戦で、FIFAランキング65位のセネガルが同1位のフランスと対戦。セネガルは前半30分にパパ・ブバ・ディオプのゴールで先制し、後半フランスの反撃をしのいで1-0で勝利した。フランスは前回大会の優勝国で、さらにUEFA EURO 2000、FIFAコンフェデレーションズカップ2001でも優勝し、ティエリ・アンリ（イングランドプレミアリーグ）、ダヴィド・トレゼゲ（イタリアセリエA）、ジブリル・シセ（フランスリーグ・アン）といった各リーグ得点王を3人擁する優勝候補だった。しかし司令塔ジネディーヌ・ジダンの負傷欠場などが影響し、グループリーグ3試合無得点、最下位で敗退した。前回優勝国がグループリーグで敗退するのは、1966年大会のブラジル以来だった。一方、セネガルはグループ2位で決勝トーナメントに上がり、ベスト8まで進出した
2014 FIFAワールドカップ・グループD
グループDは、FIFAランキング7位のウルグアイ、同9位のイタリア、同10位のイングランドの3カ国が同グループに入り、いずれも優勝経験を持つ「死の組」となり、その中で同28位のコスタリカだけは大会前は蚊帳の外で、「3強1弱」と言われていた。しかし、初戦のウルグアイ戦で前半に与えたPKをエディンソン・カバーニに決められ先制されながらも後半3得点を挙げ逆転勝利、続く2戦目のイタリア戦では前半終了間際にブライアン・ルイス (サッカー選手)が挙げた1点を守り切り、D組突破一番乗りを決めた。第3戦のイングランド戦、決勝トーナメント1回戦のギリシャ戦、準々決勝のオランダ戦 で大会選定のマン・オブ・ザ・マッチに選ばれたGKのケイロル・ナバスを中心とした堅守速攻が光り、コスタリカは史上初のベスト8に進出した。
2022 FIFAワールドカップ
この大会では日本がドイツとスペインに、韓国がポルトガルに、カメルーンがブラジルに、チュニジアがフランスに勝利と、アジア勢・アフリカ勢がW杯優勝経験国、欧州、南米の強豪国をグループステージで破り、またモロッコはアフリカ勢史上初めてベスト4入りを果たす など番狂わせが続出した。
アルゼンチン対サウジアラビア
2022年11月22日、ルサイルスタジアムで行われたFIFAランキング3位のアルゼンチンと同51位のサウジアラビアの試合で、アルゼンチンが前半10分にリオネル・メッシのPKで先制点を得るも、サウジアラビアは後半3分にアル＝シェフリ、同8分にアッ＝ドーサリーが立て続けにゴールを決め、その後アルゼンチンの猛攻をしのいで2-1で勝利した。サウジアラビアは守備面ではオフサイドトラップを駆使し、尽くアルゼンチンの得点の機会を潰した。一方、攻撃面では放ったシュート3本の内、2本の枠内シュートが全て得点となった。アルゼンチンはコパ・アメリカ2021では無敗で優勝し、2022 FIFAワールドカップ・南米予選も無敗の2位で突破するなどこの試合までに国際Aマッチ36試合無敗で、ブックメーカーの優勝オッズも6.5倍と優勝候補の一角に挙げられていたのに対し、サウジアラビアの優勝オッズは501倍と戦力差は明らかで、アメリカのデータ会社Gracenote社が算出したサウジアラビアがアルゼンチンに勝利する確率は上述の1950年大会でのアメリカがイングランドに勝利した「9.5％」をさらに下回る「8.7％」であった。サウジアラビアはこの試合の勝利を記念して翌23日を祝日とし、この日の娯楽施設を無料とした。その後、サウジアラビアは2連敗しグループステージ敗退となった一方で、アルゼンチンはメッシが牽引してチームを立て直し、36年ぶりの優勝を果たした。

#### 欧州
2015-16シーズンのプレミアリーグ
レスター・シティFCがクラブ創設132年目にして初のプレミアリーグ優勝を果たした。レスターは前シーズン14位で、一時最下位になった他、選手補強などの人件費も18番目の低予算であり、シーズン前の優勝オッズは5000倍で全くのノーマークであったが、監督のクラウディオ・ラニエリのもとジェイミー・ヴァーディがプレミアリーグ記録となる11試合連続ゴールをあげるなど、快進撃を続けて初優勝を果たした。。この快挙はミラクルレスターと呼ばれた。
UEFA EURO 2016 アイスランド対イングランド
2016年6月27日、フランスのニースで行われた決勝トーナメント1回戦で、主要国際大会初出場のアイスランドがサッカーの母国イングランドに2-1で逆転勝利した。アイスランドは人口約33万人の小国でサッカー協会登録選手はわずか100人前後しかおらず、元イングランド代表選手のゲーリー・リネカーも「われわれの歴史上最悪の敗北。イングランドはプロサッカー選手より火山が多い国に負けた」とツイートした。なお、6月23日の国民投票でイギリスのEU離脱（Brexit）が決まったこととEURO敗退を重ねて皮肉るというメディアもあった。アイスランドではこの試合の視聴率が史上最高の99.8%を記録した。

#### 日本
日本では天皇杯 JFA 全日本サッカー選手権大会において下位カテゴリのチームが上位チームに勝つ番狂わせが発生しやすいとされている。理由としてJリーグでは過密日程に加え優勝争いや上位・下位カテゴリへの昇降格に絡んでいるチームはリーグ戦優先のためカップ戦ではメンバーを落とし、かつ怪我防止のため全力で当たれないのに対し、下位カテゴリや優勝・昇降格争いに絡んでいないチームはカップ戦に集中して全力で当たってくるなどモチベーションの差が指摘されている。
これまで第89回大会で当時北信越リーグ（当時4部相当）に所属していた松本山雅FCが浦和レッズに2-0で、第101回大会では関西サッカーリーグ（5部相当）に所属するおこしやす京都ACがサンフレッチェ広島に5-1で勝利するなど、1試合単位での番狂わせはいくつか発生しており、Honda FCのように4部相当であるJFLに所属しながら第99回と第100回の2大会連続でベスト8まで進出した事例もある。その中でもリーグ戦の成績やカテゴリ差から番狂わせ度が特に大きい例を記載する。
第97回天皇杯全日本サッカー選手権大会　いわきFC、筑波大学
この大会で当時福島県社会人サッカーリーグ1部所属のいわきFCは、福島県予選決勝にてJ3リーグに所属する福島ユナイテッドFCを2-0で破り、天皇杯初出場を果たすと、1回戦で北海道サッカーリーグに所属するノルブリッツ北海道FCを8-2で破り、2回戦ではJ1リーグに所属する北海道コンサドーレ札幌と対戦した。後半アディショナルタイムに勝ち越すが直後に同点とされ試合は延長にもつれ込むものの、その後いわきFCが3点を追加し5-2の大差で勝利した。JFLをJ4と換算すると福島県社会人リーグ1部はJ7にあたり、ディビジョン差6となるこの大金星は日本サッカー界最大のジャイアントキリングとも呼ばれた。いわきFCは3回戦で清水エスパルスと対戦し、0-2で敗退した。
関東大学サッカーリーグ1部に所属する筑波大学も茨城県代表として出場すると、1回戦でJ3リーグに所属するY.S.C.C.横浜に2-1で勝利 すると、2回戦では当時J1リーグに所属していたベガルタ仙台に三笘薫の2ゴールなどで3-2で勝利。ベガルタ仙台の渡辺晋監督（当時）がインスタグラムで謝罪動画を上げる事態になった。筑波大学は3回戦でもJ2リーグに所属していたアビスパ福岡にも2-1で勝利し、大学生チームが同一大会内でJ1、J2、J3の全カテゴリに勝利する偉業を達成している。筑波大学はベスト16でJ1リーグに所属していた大宮アルディージャに0-2で敗れている。
天皇杯 JFA 第99回全日本サッカー選手権大会　法政大学
第67回全日本大学サッカー選手権大会に優勝し、この年はアマチュアシードチームとして13年ぶりに本大会出場となった法政大学は1回戦でJFLに所属するブリオベッカ浦安に1-0で勝利すると、2回戦ではJ2リーグに所属する東京ヴェルディに2-0で勝利、さらに3回戦ではJ1リーグに所属するガンバ大阪にも2-0で勝利するなど、大学生のチームがJ2リーグとJ1リーグのチームを立て続けに破るという大金星を起こし、先述の筑波大学に続く旋風を引き起こした。法政大学はベスト16でJ2リーグに所属するヴァンフォーレ甲府に0-1で敗れている。
天皇杯 JFA 第102回全日本サッカー選手権大会　ヴァンフォーレ甲府
この大会でJ2リーグに所属するヴァンフォーレ甲府は初戦となる2回戦で環太平洋大学に快勝すると、3回戦からは北海道コンサドーレ札幌、サガン鳥栖、アビスパ福岡といったJ1リーグのチームを次々と破り、さらに準決勝では天皇杯5度優勝の鹿島アントラーズにも勝ちクラブ初の決勝戦へ進出。決勝戦のサンフレッチェ広島戦でも1-1の延長後半終了間際にPKを与えるもこれをGKが止め、PK戦でも広島の4人目が止められたのに対し甲府はキッカー5人が全員成功し、優勝を決めた。
オープン化後に2部リーグ相当のチームが天皇杯を優勝した例は第61回大会の日本鋼管（JSL2部）、第62回大会のヤマハ発動機（JSL2部）、第91回大会のFC東京（J2リーグ）の例があるが、日本鋼管とヤマハ発動機はいずれも翌年JSL1部、FC東京も翌年J1リーグへ昇格を決めた中で勢いに乗っての優勝に対し、甲府は決勝直前の時点でJ2リーグ7連敗中の22チーム中18位、第40節終了（シーズン残り2試合）時点でようやくJ3リーグ降格を免れるなど、まさにリーグ戦の惨憺たる状況が嘘のような快進撃であった。また、2部リーグのチームが1部リーグのチームに5連勝しての優勝、1部リーグに昇格しないことが確定しているチームの優勝、プロ化後J2リーグのチームがJ1リーグのチームを破っての優勝はいずれも史上初である。この状況に決勝進出時点で「（ヴァンフォーレにちなんで）番狂わせ甲府」の記事 や、優勝すると「番狂わせ度は日本のワールドカップ制覇以上」という評価があった。
天皇杯 JFA 第104回全日本サッカー選手権大会　JAPANサッカーカレッジ、筑波大学
2回戦で史上初のジャイアントキリングが2試合起きた。1つ目は専門学校であるJAPANサッカーカレッジが、J1名古屋グランパス相手にアウェーで1-0のスコアで勝利した。専門学校がJリーグクラブを倒すのは史上初の快挙であった。また、過去の大会でジャイアントキリングを達成していた筑波大学が、J1首位のFC町田ゼルビアにこちらもアウェーでPK戦の末勝利した。J1首位のクラブを大学が倒すのは史上初の快挙であった。
天皇杯 JFA 第105回全日本サッカー選手権大会　東洋大学
アマチュアシードチームとして大会初出場となった東洋大学は、2回戦でJ1柏レイソルに延長戦の末2-0で勝利。さらに続く3回戦では同じくJ1のアルビレックス新潟に2-1で勝利し、J1クラブを立て続けに撃破。同一年度に大学チームがJ1クラブに2勝するのは大会史上初の快挙となった。

### ボクシング

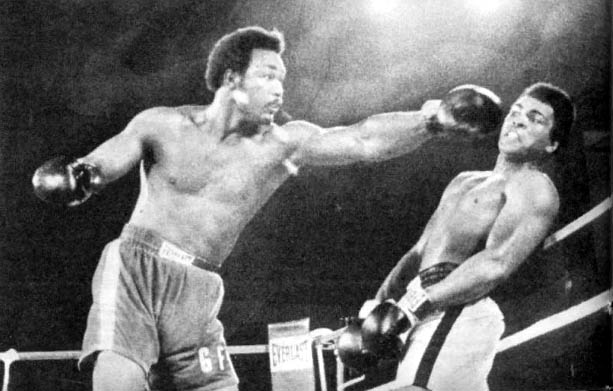
フォアマンのパンチをかわすアリ

世界バンタム級タイトルマッチ・エデル・ジョフレ対ファイティング原田
1965年5月18日、愛知県体育館で行われた同タイトルマッチで原田がジョフレに15回判定勝ちを収めて王座を獲得した。それまで50戦無敗を誇り、目下17連続KO中の「黄金のバンタム」と呼ばれたジョフレを原田が破った試合は、当初「原田が何回まで持つか」という予想を覆す勝利で「世紀の大金星」と呼ばれた。両者は1966年5月31日に原田の2度目の防衛戦として再戦し、返り討ちにした。なお、ジョフレは生涯78戦戦い、そのうち敗戦は原田に喫した2敗のみであった。
キンシャサの奇跡
1974年10月30日に行われたWBA・WBC統一世界ヘビー級タイトルマッチ・モハメド・アリ対ジョージ・フォアマン戦で、アリが8回KO勝ちを収めて7年6か月ぶりに王座を奪還した。王者のフォアマンは「象をも倒す」と称された強打の持ち主でプロデビュー以来、40戦40勝37KOという記録を残していた。一方、元王者のアリはベトナム戦争の徴兵拒否による王座剥奪から復帰後、ジョー・フレージャーやケン・ノートンとの苦闘の末にフォアマンとの挑戦権を手にしたが、32歳という年齢を迎え全盛期を過ぎたものと見なされていた。そのため戦前はフォアマンの優位が予想されていた。
WBA・WBC・IBF統一世界ヘビー級タイトルマッチ・マイク・タイソン対ジェームス・ダグラス
1990年2月11日、日本の東京ドームで行われた同タイトルマッチで、ダグラスがタイソンに10回KO勝ちを収めて王座を獲得した。タイソンはプロデビュー以来、37戦37勝33KOという記録を残していたが、この試合が初の敗戦となった。
WBC世界フライ級タイトルマッチ・ポンサクレック・ウォンジョンカム対内藤大助
2007年7月18日、日本の後楽園ホールで行われた同タイトルマッチで内藤がポンサクレックを3-0判定で破り王座を獲得した。両者の対戦はこれが3度目であったが、過去2回はともにポンサクレックが完勝しており、2002年4月の初対戦では当時世界タイトルマッチ最速だった34秒KOで終わらせていた。また、当時ポンサクレックは17連続防衛中で絶対王者と言われおり、対戦を希望していた亀田兄弟が所属していた協栄ジムも王座防衛前提で交渉を進めており、王者自身もタイでの防衛戦を計画していた程王者の勝利は確実と見られていた。試合が始まると、ポンサクレックの瞼から出血し、最後は判定で内藤の完勝となった。
IBF世界スーパーバンタム級タイトルマッチ・ジョナサン・グスマン対小國以載
2016年12月31日、日本の島津アリーナ京都で行われた同タイトルマッチで、小國がグスマンを3-0判定で破り王座を獲得した。これが世界初挑戦だった小國に対しグスマンはそれまで22勝22KO無敗（1無効試合）、KO率100％の戦績を残し下馬評でも優勢だったがこの試合で生涯初ダウンを奪われ初黒星を喫した。
WBC世界スーパーフライ級タイトルマッチ・ローマン・ゴンサレス対シーサケット・ソー・ルンヴィサイ
2017年3月18日、アメリカのマディソン・スクエア・ガーデンで行われた同タイトルマッチで、シーサケットがゴンサレスを2-0の判定で破り王座を獲得した。ゴンサレスは46戦46勝38KOの戦績を残しパウンド・フォー・パウンドで1位を付ける強さを持っていたが、この試合でプロ初黒星を喫した。
WBO世界フライ級タイトルマッチ・鄒市明対木村翔
2017年7月28日、中国の上海東方体育中心で行われた同タイトルマッチで、木村が鄒を11回TKOで破り王座を獲得した。鄒はライトフライ級で五輪を連覇し、プロでも世界王座を手にし初防衛が期待される一方、敵地での対戦となった木村が不利との予想の中、逆転KO勝ちを収めた。
WBAスーパー・IBF・WBO統一世界ヘビー級タイトルマッチ・アンソニー・ジョシュア対アンディ・ルイス・ジュニア
2019年6月1日、アメリカのマディソン・スクエア・ガーデンで行われた同タイトルマッチで、22戦無敗21KOの戦績を残し、下馬評でも優勢が伝えられたイギリスのジョシュアが、薬物違反で資格停止となったアメリカのジャレル・ミラーの代役として挑戦者となったメキシコのルイスに7回1分27秒TKOで敗れ、プロ初黒星を喫した。この試合のオッズはジョシュア1倍に対し、ルイスには16倍がついていたが、ジョシュアは3回、7回に2度ずつダウンを奪われ、レフェリーストップされ、3つのベルトを失うことになった。この出来事にフィリピンの英雄マニー・パッキャオはツイッターで「ボクシング史上最大の番狂わせの一つだ」と評した。この勝利でルイスはメキシコ初のヘビー級王者となった。
WBAスーパー・WBC・IBF・WBO統一女子世界ウェルター級タイトルマッチ・セシリア・ブレークフス対ジェシカ・マッキャスキル
2020年8月15日、アメリカ・タルサで行われた同タイトルマッチで、ブレークフスを1階級下のスーパーライト級世界王者であるマッキャスキルが判定で降した。ブレークフスは2009年3月にWBA・WBC王座を獲得、さらに2014年9月には女子初のメジャー4団体統一を果たし、WBC王座は男女通じてタイ記録となる25度防衛しており、この試合で新記録がかかっていたが、37戦目でプロ初黒星を喫し記録更新はならなかった。
WBC世界ライトフライ級タイトルマッチ・寺地拳四朗対矢吹正道
2021年9月23日、京都市体育館で行われた同タイトルマッチで、矢吹が寺地を10回TKOで破り王座を獲得した。下馬評でも優勢が伝えられた寺地だったが、寺地が新型コロナウィルスに感染した事で練習不足となったことで終始矢吹に押され、最後は10ラウンド目でTKO負けを喫した。これにより、18戦無敗だった寺地は初黒星を喫し王座から陥落。ザ・リングも「今年最大の番狂わせ」と評した。
WBAスーパー・IBF世界スーパーバンタム級タイトルマッチ・ムロジョン・アフマダリエフ対マーロン・タパレス
2023年4月8日、アメリカのボーイング・センター・アット・テックポートで行われた同タイトルマッチで、11戦無敗で下馬評でも優勢が伝えられていたアフマダリエフをタバレスが2-1の判定で降し、統一王座を獲得した。
WBO世界ヘビー級暫定タイトルマッチ・ジョー・ジョイス対張志磊
2023年4月15日、イギリス・ロンドンのカッパー・ボックスで行われた同タイトルマッチで、張がジョイスを6回1分34秒TKOで降し、10-1で暫定王者優位と言われたオッズを覆した。
IBF女子世界バンタム級タイトルマッチ・エバニー・ブリッジス対吉田実代
2023年12月9日、アメリカ・チェイス・センターで行われた同タイトルマッチで、ブリッジスを吉田が3-0判定で降し王座を獲得した。吉田は負傷したアヴリル・マティエの代役として挑戦者となったが、1ヶ月前の11月7日にシュレッタ・メトカーフとの地域タイトルマッチで判定負けを喫したばかりで、かつオファーを受けてからの準備期間も約20日間と短く、オッズもブリッジス1倍に対して吉田7倍と圧倒的不利な状況であったが、下馬評を覆す大差判定で勝利しWBOスーパーフライ級との2階級制覇を達成した。一方のブリッジスはシャノン・オコネルを8回TKOで降し初防衛した後、試合前に骨折した右手を手術したため1年のブランクを置いての防衛戦でプロキャリア11戦で2敗目を喫した。
WBCシルバースーパーフェザー級タイトルマッチ・マイケル・マグネッシ対力石政法
2024年3月22日、イタリアで行われた同タイトルマッチで、WBC世界スーパーフェザー級5位の力石がWBCスーパーフェザー級シルバー王者でWBC世界スーパーフェザー級6位のマグネッシを12回2分34秒TKOで破り王座を獲得した。4回と8回の公開採点ではジャッジ3者ともマグネッシを支持するなど劣勢となりながらも、12回で力石がマグネッシに3度のダウンを奪いレフェリーストップでTKO勝ちを収めた。また、この試合はWBC世界スーパーフェザー級挑戦者決定戦を兼ねており、力石の勝利により王者のオシャキー・フォスターへの挑戦権も獲得した。

### ラグビーユニオン
日本代表のキャップ認定試合 日本代表対オールブラックスジュニア
国同士の対戦ではないが、日本ラグビーフットボール協会がキャップ認定している、1968年6月3日、ニュージーランドのウェリントン・アスレティックパークで行われた日本代表が23-19でオールブラックスジュニアを破った一戦 は、ニュージーランド国中に強い衝撃を与え、現地報道機関はこぞって、「NZラグビー暗黒の日」という見出しをつけて報道 した。
国際親善試合 サントリー対ウェールズ代表
2001年6月3日、秩父宮ラグビー場で、社会人単独チームであるサントリー（後のサントリーサンゴリアス）対ウェールズ代表戦が行われ、サントリーが45-41でウェールズ代表を破った。なお、ラグビー日本代表は2013年6月15日に東京・秩父宮ラグビー場でのテストマッチに勝利するまで一度もウェールズ代表に勝利したことがなかった。
ブライトンの奇跡
2015年9月19日、イギリスのブライトン・コミュニティースタジアムで行われたラグビーワールドカップ、グループリーグ・プールBの試合において、ワールドラグビーランキング13位の日本代表が過去2回のW杯優勝経験を持つランキング3位の南アフリカ代表を34-32で破った。
日本は試合前の時点でラグビーW杯で挙げた勝利は1991年大会でジンバブエから手にした1勝のみ、2引き分けを挟んでW杯16連敗中だったが、4年後(2019年)のラグビーワールドカップ自国開催を成功させるべく「ティア1」と称される世界10大ラグビー人気国との親善試合を積極的に組むなど強化を重ねてきた。また南アフリカと日本はこの試合が両チーム史上初の対戦だった。
イギリスの地元紙であるガーディアンは、「W杯史上、比類のない試合。世界に波紋を広げた」と報道した。同じくデイリー・テレグラフは電子版のトップで、「史上最大の番狂わせ」と伝えた。事前のブックメーカーのオッズは南アフリカ勝利1倍、日本勝利34倍であった。
なお、ワールドラグビーの公式YouTubeチャンネルでも「Top 5 Rugby World Cup Shocks」のタイトルで紹介されている。
日本代表は次の2019年自国開催のワールドカップでも当時世界ランキング2位のアイルランドや前回大会プールステージで敗れたスコットランドらを下し、プールステージ4戦全勝で準々決勝に進出。「ティア1」各国以外で初開催のワールドカップの成功に貢献した。アイルランドは前回大会からの4年間でニュージーランドから2勝を挙げ、一時は世界ランク首位に立つなど絶好調だった。この活躍は英ガーディアン紙などが「日本はラグビーW杯でまたも番狂わせ」と報じた。ラグビーは番狂わせが少ないスポーツと言われているが、この大会では釜石での開幕戦となったフィジー対ウルグアイ戦でも、世界ランク19位のウルグアイが格上で世界ランク10位のフィジーに勝利し、「番狂わせ」と評されている。。
第101回全国高等学校ラグビーフットボール大会
2022年1月5日に行われた第101回全国高校ラグビー大会の準決勝において、栃木県の国学院栃木(Bシード)が神奈川県の桐蔭学園(Aシード)を21-10で破り、栃木県勢としては史上初の決勝進出を果たした。
桐蔭学園はここまで3度の優勝経験がある上に大会2連覇中であり、高校日本代表候補を8人を擁する上に東日本の高校ラグビー界では絶対王者と言われているほどの強豪で知られ、今大会では史上6校目の大会3連覇が掛かっていることから優勝候補に扱われた。
一方で国学院栃木は昨年の関東大会こそ優勝しておりBシードに属していたものの、花園では8強が1回のみで8強に進出したチームで唯一、高校日本代表候補がいなかったことから伏兵として扱われた。
勝利した国学院栃木は決勝で東海大大阪仰星高等学校と対戦して36-5で敗れたものの、準優勝となった。

### 野球

#### ワールド・ベースボール・クラシック
2009 ワールド・ベースボール・クラシック ドミニカ共和国対オランダ
2009年3月10日、プエルトリコで行われた第1ラウンドD組で現役メジャーリーガー不在だったオランダが、全員メジャーリーガーで固め優勝候補の大本命だったドミニカ共和国に2度勝利して2次ラウンドに進出した。
2013 ワールド・ベースボール・クラシック予選 パナマ対ブラジル
2012年11月15日、パナマで行われた予選3組1回戦でブラジルがパナマを3-2で降した。過去2大会いずれも出場しメジャーリーガーも多数擁しており予選突破本命視されていたパナマにWBC初出場のブラジルが勝利したこの試合は、「予選最大の驚き」とされた。ブラジルは決勝戦でもパナマに1-0で勝利し、WBC本大会進出を決めた。
2017 ワールド・ベースボール・クラシック 韓国対イスラエル
2017年3月6日、韓国ソウルで行われた第1ラウンドA組で初出場のイスラエルが延長戦の末、2-1で韓国を破った。2009年WBC準優勝や2015年のプレミア12優勝などを誇る韓国と比べるとイスラエルは国際大会の実績は乏しかったが、選手の大半がマイナーリーグの3Aに在籍するユダヤ系アメリカ人で構成されており、メジャー経験を有する選手も少なくなかった。イスラエルはその後、チャイニーズタイペイにも15-7で、オランダに4-2で勝利し、第1ラウンドを1位で通過した。第2ラウンド初戦でもキューバに4-1で勝利するもオランダと日本に敗れ、第2ラウンド敗退となった。
2023 ワールド・ベースボール・クラシック チャイニーズタイペイ対パナマ
2023年3月8日、台湾で行われた第1ラウンドA組でパナマがチャイニーズタイペイを12-5で下した。WBSCランキング2位のチャイニーズタイペイに対し、12位のパナマは3大会ぶり3度目の本大会出場かつ過去の出場は全敗に終わっており下馬評ではグループ最下位だったが、記念すべき本大会初勝利を挙げた。その後、パナマ、チャイニーズ・タイペイ共々グループAのチームが全て2勝2敗に並ぶ大混戦も、規定により失点率で第1ラウンド敗退が決まった。

#### 日本の高校野球
第65回全国高等学校野球選手権大会準決勝 池田対PL学園
蔦文也監督率いる池田高校は、金属バットの特性を活かした強力な打撃で「やまびこ打線」と呼ばれ、1982年夏・1983年春の甲子園を制し、1983年夏の甲子園では史上初の「夏春夏3連覇」を目指していた。甲子園での連勝を15に伸ばし、準決勝でPLと対戦するが、当時はまだノーマークだったPLの1年生エース桑田真澄に5安打完封され、0-7で敗退。桑田は打者としても池田のエース水野雄仁から先制2ランホームランを放ち、1年生の四番バッター清原和博とともに「KKコンビ」として脚光を浴びた。この試合は甲子園の主役交代を印象付ける一戦となった。KKコンビは3年夏まで5季連続甲子園に出場し、優勝2回・準優勝2回を記録した。
第89回全国高等学校野球選手権大会
2007年に行われたこの大会において佐賀北は、この大会まで甲子園での勝利が無かったことや公立校ということもあり、開幕前はあまり注目される存在ではなかったが、開幕戦となった1回戦で福井商に2-0で下すと、2回戦では宇治山田商に4‐4で引き分けた末、引き分け再試合において9‐1で勝利し、続く3回戦でも前橋商を5‐2で破り準々決勝へ進出すると、準々決勝では中村晃擁する帝京を延長13回までもつれる戦いの末4x-3でのサヨナラ勝ちで破り、準決勝でも長崎日大を3‐0で破ると、決勝では野村祐輔や小林誠司擁する広陵に8回表終了時点で0‐4と厳しい状況となるが、8回裏に1死満塁から四球での押し出しで一点を返すと、続く3番の副島が野村からレフトスタンドへの満塁本塁打で逆転し、そのまま9回表を無失点に抑えて初優勝を果たした。公立高校の優勝は第78回大会の松山商以来で、佐賀県勢の優勝は第76回大会の佐賀商以来だった。(決勝戦での決勝点はどちらも同じく満塁本塁打だった)佐賀北の快進撃は、その劇的な戦いぶりからがばい旋風と呼ばれた。
第103回全国高校野球選手権福島大会準々決勝 聖光学院対光南
2021年7月20日、ヨーク開成山スタジアムで行われた準々決勝で光南が5-1で聖光学院を破った。聖光学院は2020年の独自大会を含めて県大会14連覇中で、光南はこの勝利で2007年から続いていた聖光学院の福島大会連勝記録を87で止めた。その後、光南は決勝まで勝ち進んだが日大東北に敗れ、甲子園出場はならなかった。

### バスケットボール
2006年バスケットボール世界選手権 アメリカ対ギリシャ
2006年9月1日、さいたまスーパーアリーナで行われた準決勝で、NBAのスター選手を集結させたアメリカに対して全員が当時ヨーロッパのクラブチーム所属だったギリシャが101-95でこの試合に勝利した。
2015年バスケットボール男子アメリカ選手権 カナダ対ベネズエラ
2015年9月10日、リオデジャネイロオリンピックアメリカ大陸予選を兼ねメキシコで行われたアメリカ選手権の準決勝で、グレイビス・バスケスら主力3人を欠きNBA所属が不在だったベネズエラが、1次リーグを62-82で敗れ、この試合も先発全員をNBA所属で固めたカナダに対して79-78で勝利するとともに6大会ぶりとなるオリンピック出場権を手にした。
平成28年度全国高等学校総合体育大会バスケットボール競技大会秋田県大会決勝 能代工業対平成
2016年6月8日横手市増田体育館で行われた決勝で、平成が能代工業を100-68で破りインターハイ初出場を決めた。能代工業はインターハイ優勝22回を記録するなど全国的にも強豪であったが、この敗戦で1969年から続いていた県大会連覇が47で止まった。
2019年FIBAバスケットボール・ワールドカップ ドイツ対ドミニカ共和国
2019年9月3日、深圳湾体育中心で行われたグループGのドイツとドミニカ共和国の一戦は、全参加32ヶ国を対象にした「パワーランキング」で29位かつアル・ホーフォードやカール＝アンソニー・タウンズらNBAプレイヤー不在のドミニカ共和国が、NBAプレイヤー3人を揃えたドイツを破り初の1次ラウンド突破を果たした。
SoftBank ウインターカップ2022女子 桜花学園対東海大福岡
2022年12月25日、東京体育館で行われたウインターカップ女子3回戦で東海大福岡が64-63で桜花学園に勝利した。桜花学園は大会3連覇中で4連覇を目指す全国的な強豪であったのに対し東海大福岡はこの年のインターハイで3位だったものの、ウインターカップでの実績は皆無だった。その後東海大福岡は史上初となるベスト4まで勝ち進んだ。
2023年FIBAバスケットボール・ワールドカップ フィンランド対日本
2023年8月27日、沖縄アリーナで行われたFIBAランキング24位のフィンランドと36位の日本の対戦は、日本が98-88で勝利した。この結果により大会公式X（旧Twitter）は事前に発表したパワーランキング（優勝評価）を画面から「ごみ箱」へと移動させる動画をアップさせるほどの番狂わせであった。日本は1次ラウンド1勝2敗で決勝ラウンドは逃したものの、順位決定ラウンドでベネズエラとカーボベルデに連勝し、48年ぶり自力突破でパリオリンピック出場を決めた。
2024年NCAA男子1部 パデュー大学対ネブラスカ大学
2024年1月9日、ネブラスカ大がAP通信による全米ランキング1位のパデュー大を88-72で破った。ネブラスカ大が1位校を破るのは、1982年のミズーリ大戦以来で42年ぶりであった。

### テニス
1983年全仏オープン女子シングルス4回戦 マルチナ・ナブラチロワ対キャシー・ホーヴァス
当時世界ランク1位のナブラチロワを、33位のアメリカのホーヴァスが破った。この試合はこの年のナブラチロワの唯一の敗戦である。
1989年全仏オープン男子シングルス4回戦 マイケル・チャン対イワン・レンドル
プロ2年目の17歳・世界ランク19位のチャンが、全仏3度優勝・世界ランク1位の王者レンドルに挑戦。2セットを先取されるも、粘り強いテニスで反撃し、4-6, 4-6, 6-3, 6-3, 6-3で逆転勝利した。試合終盤は脚の痙攣をかばうため、意表を突くアンダーサーブなど緩急を織り交ぜ、レンドルに揺さぶりをかけた。マッチポイントのレシーブではサービスライン近くまで前に出て構え、レンドルがダブルフォルトを犯してゲームセットになった。チャンはこの大会を優勝し、グランドスラム最年少優勝記録（17歳3ヵ月）を残した。
2009年全仏オープン男子シングルス4回戦 ラファエル・ナダル対ロビン・セーデリング
全仏オープンで無敗4連覇中のスペインのナダルを、世界ランク25位のスウェーデンのセーデリングが6-2, 6-7, 6-4, 7-6で破った。ナダルはクレーコートのローラン・ギャロスでの試合を得意としており、4大大会の歴史上において最大のアップセットと報じられた。セーデリングは決勝に進むもスイスのロジャー・フェデラーに敗れ、フェデラーがキャリア・グランドスラムを達成した。なお、ナダルは全仏オープンでは出場全19大会のうち、このセーデリング戦を含めて4敗しかしておらず、優勝14回、通算成績は112勝4敗である。
2015年全米オープン女子シングルス準決勝 セリーナ・ウィリアムズ対ロベルタ・ビンチ
当時グランドスラム21勝の世界ランク1位のセリーナを、世界ランク43位のイタリアのビンチが破った。セリーナはこの年、全豪オープン、全仏オープン、ウィンブルドンのグランドスラム3大会連続優勝を果たしており、同大会では年間グランドスラムの達成がかかっていた。ビンチがセリーナの年間グランドスラムを阻止したことは歴史的な番狂わせであると報じられた。
2017年全豪オープン男子シングルス2回戦 デニス・イストミン対ノバク・ジョコビッチ
全豪オープンで過去6度の優勝があり、3連覇が懸っていたセルビアのジョコビッチを、世界ランク117位のウズベキスタンのイストミンが7-6, 5-7, 2-6, 7-6, 6-4で破った。なお、ジョコビッチはこの試合前までイストミンに対して5戦無敗で1セットしか落としていなかったが思わぬ形で2008年以来となる四大大会2回戦敗退を喫してしまい、「テニス史上における世紀のアップセット」と呼ぶ声もあった。
2017年全米オープン女子シングルス1回戦 アンゲリク・ケルバー対大坂なおみ
全米オープンの前回覇者であるドイツのケルバーを、世界ランク45位の日本の大坂なおみが6-3, 6-1で破った。全米前回覇者が1回戦で敗退するのは全137回のうち女子では2度目、男子を含めても3度目という歴史的な波乱となった。大坂はこの大会では3回戦で敗退したが、翌2018年大会では初優勝を果たした。

### 陸上競技
1991年世界陸上競技選手権大会男子走り幅跳び
陸上界のスーパースター、カール・ルイス（アメリカ）は100m走を世界新記録9秒86で優勝し、10年間無敗・65連勝中の走り幅跳びで個人2冠を狙った。決勝4回目の試技で8m91を跳んで金メダル確実と思われたが、5回目の試技でマイク・パウエル（アメリカ）が8m95を跳び、1968年メキシコシティオリンピックでボブ・ビーモンがマークした世界記録8m90を23年ぶりに更新して優勝した。ビーモンの記録は標高2,400 ｍの高地で出したもので、平地での更新は難しいと言われていた。このパウエルの新記録は30年以上経った2023年時点でも破られていない。
第89回日本陸上競技選手権大会男子100m
日本体育大学1年の佐分慎弥が初出場ながら決勝まで進出し、元日本記録保持者で優勝候補筆頭だった朝原宣治らを抑え優勝、タイムも10秒40の自己ベストを記録した。
第82回箱根駅伝 優勝・亜細亜大学
亜細亜大学が4連覇中だった駒澤大学や、強豪校の順天堂大学らを抑えて初優勝を飾った。駒澤大学は前回の優勝メンバーのうち、卒業生を除いた6人全員を配置するなど圧倒的な選手層で史上3校目の大会5連覇が期待されており、順天堂大学も後に山の神と称される今井正人らを擁していた。往路では距離が改正された4・5区で区間賞を出した順天堂大が往路優勝するも駒澤大も30秒差の2位に喰らい付き、亜細亜大はトップから2分51秒差の6位だった。復路でも順天堂大がリードを広げていたが、8区の選手が脱水症状を起こして失速し、首位から陥落。代わって首位に立ったのは駒澤大であったが、9区で亜細亜大の山下拓郎が区間賞の走りで駒澤大を逆転し、10区まで先頭で逃げ切った。亜細亜大学は箱根駅伝の前哨戦ともいえる出雲駅伝では8位、全日本大学駅伝では11位と共に下位に甘んじており、時の監督であった岡田正裕（後に拓殖大学陸上競技部監督）が優勝を狙うと発言しても、部員の多くの反応は鈍かったという。
第36回クイーンズ駅伝 優勝・JP日本郵政グループ
創部3年目・クイーンズ駅伝出場2回目の新興チーム、JP日本郵政グループが初優勝をした。JP日本郵政グループはリオオリンピックで日本代表にもなった鈴木亜由子と関根花観を擁していたものの、予選会であるプリンセス駅伝では鈴木の怪我による欠場の影響もあり8位と低迷、本番でも鈴木は2番目に距離が短い2区・3.9kmに配置せざるを得ない状況であり、チーム内でも目標はシード権獲得(8位以内)としていた。 しかし、1区で中川京香がトップとわずか11秒差の4位で襷を繋げると以降、一度も順位を下げず3位で襷を受けた5区の鍋島莉奈が区間賞の走りで第一生命グループの田中智美らとの競り合いを制し首位に立つとアンカーの寺内希がしっかりと逃げ切った。一方で前回3位のユニバーサルエンターテインメントはシード権ギリギリの8位、3連覇中だったデンソーはエースだった高島由香が抜けた穴が大きく11位、前回2位の豊田自動織機に至っては第1中継所での襷渡しのミスにより失格となり、優勝候補と目されていた前回大会のトップ3が揃って不振に喘いだ大会でもあった。
その後、JP日本郵政グループは2019年・2020年と連覇を成し遂げ、歴史が浅いにもかかわらず強豪チームの仲間入りを果たした。
第31回出雲駅伝 優勝・國學院大學
出雲駅伝に7年ぶり3度目の出場を果たした國學院大學が大会連覇を狙っていた青山学院大学や同年の箱根駅伝を制した東海大学などの優勝候補を抑えて初優勝を飾った。國學院大は5区終了時点でトップ駒澤大学と37秒差の4位であったが、アンカーの土方英和が東海大らとの2位争いを制し、ゴールまで残り700mのところで駒澤大を逆転。土方は区間賞を獲得したとともに、同区間の日本人最高記録も更新した。
第97回箱根駅伝 往路優勝、総合準優勝・創価大学
2015年の初出場（第91回大会）から6年、出場4回目の創価大学が往路優勝・総合2位となった。創価大学は中央大学で4年連続区間賞の経験のある榎木和貴監督の下、3年ぶり3回目の出場となった2020年の前回（第96回）大会で総合9位に入り初のシード権を獲得。初の連続出場となったが、エントリーされた16人の10000mの平均持ちタイムが出場大学中16位と下馬評は高くなかった ほか、2020年シーズンは出雲駅伝や全日本大学駅伝にも出場できていなかった。しかし、1区の福田悠一が区間3位と好発進すると2区・3区では2位で襷を繋ぎ、4区では前回大会10区で1時間8分40秒の区間新記録を樹立した嶋津雄大が首位に立ち、山登りの5区では『仮想5区』ともいえる激坂最速王決定戦で優勝した三上雄太が区間2位の好走で逃げ切り、史上19校目の往路優勝を果たした。復路でも最終10区の最終盤まで首位を守るも駒澤大学に逆転を許し、初の総合優勝にはあと一歩及ばなかったが、大学史上最高順位となる総合2位の座を守り切った。ちなみに連覇を狙った青山学院大学は往路12位と躓き、復路優勝はしたものの4位に終わり、前回2位の東海大学は5位、同じく3位だった國學院大學は9位と振るわず、箱根の前哨戦である第52回全日本大学駅伝で3位に入った明治大学も11位とシード落ちを喫するなど、有力校の多くが伸び悩んだ大会でもあった。
第105回日本陸上競技選手権大会男子100m・200m
東海大学4年のデーデー・ブルーノが初出場ながら決勝まで進出し、100mでは9秒台の記録を持ち、優勝候補筆頭だった山縣亮太、桐生祥秀、サニブラウン・アブデル・ハキームらを抑え、多田修平に次いで2位に入り、200mでは小池祐貴に次いで2位に入った。この活躍により、デーデーは2020年東京オリンピック4×100mリレーのメンバーに選出された が、オリンピック本番で走ることはできなかった。

### 体操
第72回全日本体操競技選手権大会男子個人総合
順天堂大学2年(当時)の谷川翔が、この種目の11連覇が懸かっていた内村航平や2017年世界体操競技選手権でこの種目の銅メダリスト、種目別において2種目で優勝した白井健三らを破り、大会史上最年少(19歳2ヶ月)で優勝を果たした。谷川は、2016年の全日本ジュニア体操競技選手権大会のこの種目で優勝を果たしていたが、この大会の最高順位は2016年の10位であり、全くの無名に近い選手だった。内村は予選のあん馬での落下が最後まで響き、決勝のみの成績では1位だったが総合3位に終わった。連覇が10でストップする形となり、国内では2008年全日本学生選手権以来10年ぶりの敗戦となった。
2022年世界体操競技選手権女子平均台
日本の渡部葉月が初優勝を果たした。渡部は日本代表において補欠だったが、全日本選手権覇者だった笠原有彩の負傷のため2週間前に繰り上げという形で急遽出場となった。

### 競馬
1949年第16回優駿競走
1番人気のトサミドリが7着に沈んだ一方で19番人気のタチカゼが優勝、2着にも12番人気の牝馬シラオキが入った。この時の単勝配当55,430円・複勝9,230円は2025年現在も八大競走史上最大の記録となっている。
1985年第92回天皇賞（秋）
条件クラスの身で出走した13番人気のギャロップダイナが、圧倒的1番人気だったシンボリルドルフを差し切って優勝した。後にも先にも、シンボリルドルフが他の馬に差されて敗れたのはこの競走のみである。また、天皇賞(秋)での単勝万馬券も2024年現在これが唯一となる。
1989年第14回エリザベス女王杯
20頭中20番人気のサンドピアリスが優勝し、GI史上単勝最高配当の43,060円を記録した。この競走では2着に10番人気のヤマフリアル、3着に14番人気のシンビクトリーが入り、1番人気のシャダイカグラが最下位20着に入った事からも大波乱の競走として挙げられる。
1991年第36回有馬記念
15頭中14番人気のダイユウサクが1番人気のメジロマックイーンを当時のコースレコードである2分30秒6で下す大金星を挙げた。当レースは2024年現在、グランプリ史上唯一の単勝万馬券のレースである。
1999年第45回東京大賞典
単勝1.1倍のメイセイオペラが11着に敗北。GI級競走で単勝1.1倍の馬が馬券に絡まなかったことは初めての事であった。
2000年第34回スプリンターズステークス
16頭中16番人気のダイタクヤマトが1番人気アグネスワールド・2番人気ブラックホークから逃げ切って優勝、GⅠ単勝史上3番目の高額配当（25,750円）となった
2002年第63回菊花賞
1番人気ノーリーズンがスタート直後に躓き落馬、競走中止となり、抽選を突破し出走した単勝36.6倍の10番人気ヒシミラクルが優勝。更に2着に16番人気のファストタテヤマが入線し、馬連は96,070円、三連単は344,630円という波乱の決着となった。
2005年第50回有馬記念
同年無敗三冠を達成したディープインパクトが単勝1.3倍の圧倒的な1番人気に支持されていたが、最終直線で抜け出した4番人気ハーツクライを交わせず2着。ディープインパクト初の敗戦であると同時に、日本国内で唯一敗北したレースでもある。
2009年第34回エリザベス女王杯
下馬評ではブエナビスタが単勝1.6倍の圧倒的な1番人気で、ブエナビスタが勝つだろうと言われていたが、11番人気クィーンスプマンテと12番人気テイエムプリキュアが大逃げを打った際、3番手以下が牽制し合ったことでクィーンスプマンテとテイエムプリキュアの逃げ切りを許してしまい、ブエナビスタは3着に終わった。
2012年第145回天皇賞（春）
前年の三冠馬オルフェーヴルが単勝1.3倍の圧倒的な1番人気に支持されていたが、14番人気で単勝159.6倍のビートブラックがゴールデンハインドと共に大逃げを打って逃げ切り、オルフェーヴルは見せ場なく11着に敗れた。
2014年第31回フェブラリーステークス
16頭中16番人気コパノリッキーが優勝、GI単勝史上2位の配当となる27,210円を記録した。
2021年第46回エリザベス女王杯
上位人気馬が総崩れし、10番人気アカイイトが優勝、さらに掲示板に入った馬は全て7番人気以下かつ重賞未勝利馬となり、3連単3,393,960円という大波乱となった。また、香港で発売された4連単は配当1095524.1倍の日本で言う「億馬券」となった。
2024年第19回ヴィクトリアマイル
15頭中14番人気単勝208.6倍のテンハッピーローズが人気上位馬らを差し切って優勝。1番人気マスクトディーヴァは3着に入ったものの2番人気ナミュールは8着、3番人気ウンブライルが6着と揃って着外という結果になった。

### モータースポーツ

#### フォーミュラ1
1996年第6戦モナコグランプリ
モナコの狭いコースに降雨で路面状況が悪い中クラッシュやマシントラブルが続出し、完走した車がわずか3台のレースで、終始安定した走りに加え給油作戦も当たったリジェ・無限ホンダのオリビエ・パニスが優勝を飾った。フランスと密接なモナコでフランス人のパニスとフランスチームのリジェが勝利しフランス国旗を掲げる感動的なウイニングランとなり、パニスはデビュー3年目にして初優勝、チームとしては1981年以来15年振りの優勝、無限ホンダにとっても初優勝と記録ずくめの勝利となった。。
2007年第10戦ヨーロッパグランプリ
最下位チームのスパイカーF1から1戦限りの代役としてF1デビュー戦を迎えたマルクス・ヴィンケルホックは予選最下位と厳しい状況だったが、決勝では悪天候を予想しフォーメーションラップ後にただ一人ピットインして大雨用のレインタイヤへ交換した。するとスタート後に天気が急変して豪雨となり多数のマシンがスピンやトラブルに見舞われる中、最下位チームかつ最下位スタートのヴィンケルホックがトップに躍り出るという番狂わせが起きた。その後赤旗中断を挟みレース再開後の22週目で油圧トラブルを起こしリタイアとなるが、ヴィンケルホックはデビュー戦かつ1度だけの参戦でラップリーダーを記録、スパイカーにとってはチーム初のラップリーダーなど多くの記録を残した。
2008年第14戦イタリアグランプリ
モンツァでは1981年以来となったウェットレースで、当時トロロッソのセバスチャン・ベッテルがポールトゥウィンで初優勝した。また、ベッテルにとっては史上最年少での優勝およびポールトゥウィンを更新し、チームにとっては親チームのレッドブル・レーシングよりも先に優勝するといった飛んだ番狂わせのレースとなった。
2020年第8戦イタリアグランプリ
ルイス・ハミルトンのペナルティによる優勝候補の脱落や、シャルル・ルクレールのクラッシュによる赤旗中断で、アルファタウリのピエール・ガスリーが初優勝を飾った。
2020年第16戦サヒールグランプリ
レーシングポイントのセルジオ・ペレスが序盤の接触で最下位に落ちた後、猛烈な速さを見せ一気に3番手に浮上、そしてメルセデスのタイヤミスにより首位に浮上した後そのまま逃げ切り初優勝を飾った。

### 卓球
2022年杭州アジア大会男子 日本対イラン
2023年9月24日、準々決勝で、世界ランク27位のイランが同3位の日本を3-0のストレートで下し、地元中国のメディアが「アジア大会開幕以来最大の番狂わせ」と報じた。
第57回世界卓球選手権団体戦女子 中国対インド
2024年2月16日、韓国・釜山で行われたグループリーグ1組の初戦となる中国とインドの一戦は、第1試合で世界ランキング1位の孫穎莎が同155位のアイヒカ・ムカルジーに1-3で敗れる波乱が起きた。